# Liland (Evenes)
Liland este o localitate din comuna Evenes, provincia Nordland, Norvegia, cu o suprafață de 0,3 km² și o populație de 326 locuitori (2013).